# كأس تونس 1983–84
كأس تونس لكرة القدم 1983-1984 هو الموسم رقم 28 منذ الاستقلال وال53 منذ إنشائه من كأس تونس لكرة القدم.

فاز بهذا الموسم المستقبل الرياضي بالمرسى، وجاء ثانيا النادي الرياضي الصفاقسي.

## روابط خارجية
- الموقع الرسمي للجامعة التونسية لكرة القدم.